# 柳家花いち
柳家 花いち（やなぎや はないち、1982年9月24日 - ）は、落語協会、柳家花緑一門の落語家。本名∶松本 康延。

## 経歴
静岡県浜松市生まれ。浜松市立富塚西小学校、浜松市立富塚中学校、浜松開誠館高等学校、岐阜聖徳学園大学教育学部卒業。
大学在学中に大林宜裕（現在は札幌よしもと所属のポップカルチャータレント）とのお笑いコンビ「お～い33!!」を結成し、アマチュアとしてM-1グランプリ2004に出場して1回戦を突破。卒業後は名古屋よしもとに所属した。
2006年にコンビ解散後上京して落語家へ転向、柳家花緑に入門。2007年4月11日、前座となる。前座名は「花いち」。
2010年9月1日、柳家緑君と共に二ツ目昇進。
2021年9月下席より古今亭志ん雀、柳家さん花、柳家緑也と共にに真打に昇進。

## 芸歴
- 2006年∶柳家花緑に入門。
- 2007年4月∶前座となる、前座名「花いち」。
- 2010年9月∶二ツ目昇進。
- 2021年9月∶真打昇進。